# 長生生物科技
長生生物科技股份有限公司（ちょうせいせいぶつかぎ こふんゆうげんこうし）は、中華人民共和国の製薬会社である。
生産拠点を吉林省長春市に有し、水痘ワクチン・肝炎ワクチンなど研究開発・製造、中国・インド・ロシア・エジプトなど約20か国で販売する。
子会社の長春長生生物科技は、法令に違反した狂犬病ワクチンを生産したとして、2018年7月、国家薬品監督管理局から生産停止を命じられた。